# Bundesverband Digitalpublisher und Zeitungsverleger
Der Bundesverband Digitalpublisher und Zeitungsverleger e. V. (BDZV, bis 2019 Bundesverband Deutscher Zeitungsverleger) ist ein Interessenverband der deutschen Tages-, Sonntags- und politischen Wochenpresse, der die Interessen der Zeitungsverlage und digitalen Publisher in Deutschland und auf der Ebene der Europäischen Union vertritt. Im BDZV sind 318 Medienmarken mit rund 2800 digitalen journalistischen Angeboten organisiert. Dem Verband gehören zehn Landesverbände an. ist Mitglied im Gemeinschaftsausschuss der Deutschen Gewerblichen Wirtschaft. Der BDZV hat die Rechtsform eines eingetragenen Vereins.

## Geschichte
Der Verband wurde am 15. Juli 1954 durch den Zusammenschluss des Gesamtverbands der deutschen Zeitungsverleger und des Vereins Deutscher Zeitungsverleger (VDZV) gegründet. Im Gesamtverband der deutschen Zeitungsverleger waren die Neuverleger organisiert, die nach dem Zweiten Weltkrieg von den Alliierten die Lizenz zur Herausgabe einer Zeitung erhalten hatten. Im VDZV hatten sich die Altverleger versammelt, die bereits vor 1945 Zeitungen herausgegeben hatten und deshalb unter alliierter Besatzung bis 1949 ein Publikationsverbot bekommen hatten. Sitz des Verbandes ist seit dem 1. August 2000 Berlin, zuvor hatte sich der Sitz in Bonn befunden. Im Jahr 2019 wurde der Name des Verbandes an die neuen digitalen Erfordernisse in einem Umfeld sinkender Auflagen im Print-Bereich angepasst. Die Kennung „Deutscher“ wich „Digitalpublisher“.
Der Umgang Mathias Döpfners, von 2016 bis 2022 Präsident des Verbands, mit dem Machtmissbrauch des Bild-Chefredakteurs Julian Reichelt führte zu Verwerfungen innerhalb der Leitungsebene des BDZV. Der Madsack-Chef Thomas Düffert trat im Februar 2022 von seinem Amt als Vizepräsident zurück. Die Funke Mediengruppe drohte erst mit Austritt und vollzog ihn Anfang März 2022 mit einer Kündigung der Mitgliedschaft zum Jahresende 2022. Funke-Verlegerin Julia Becker vertiefte die Kritik Anfang 2023 an Döpfners Umgang mit der Affäre Reichelt: „Wir haben 2022 den Versuch des kollektiven Beschweigens eines brutalen Machtmissbrauchs gegenüber Frauen in der Medienbranche erlebt.“ Der Verband bedürfe dringend einer Erneuerung. Nachdem sich Rücktrittsforderungen gegen Döpfner gehäuft hatten, kündigte er Ende Mai 2022 an, das Präsidentenamt im Herbst 2022 abzugeben. Den Rücktritt im November 2022 begründete er unter anderem damit, dass an der Spitze jemand gebraucht werde, der stärker die Interessen kleinerer und mittelgroßer, regionaler und lokaler Verlage vertreten könne.

## Struktur

### Gremien
Organe des Verbands sind der Vorstand und die Delegiertenversammlung.
Durch eine Satzungsänderung im November 2022 wurde das Präsidentenamt abgeschafft und durch einen dreiköpfigen Vorstand ersetzt. 
Der Vorstand des BDZV besteht aus dem geschäftsführenden Vorstand, den jeweiligen Vorsitzenden der Landesverbände sowie den Vertretern der Verlagsgruppen. Den geschäftsführenden Vorstand bilden die beiden Vorsitzenden, die Hauptgeschäftsführung sowie die derzeit vier Ressortvorstände. Der geschäftsführende Vorstand führt den Verband im vereinsrechtlichen Sinne (§ 26 BGB).
Der Vorstand seinerseits repräsentiert den Bundesverband in der Öffentlichkeit und unterstützt dabei den geschäftsführenden Vorstand in seiner Tätigkeit. Der Vorstand behandelt politische Grundsatzfragen, nimmt Berichte von Ausschüssen entgegen und bereitet Finanzentscheidungen sowie Wahlvorschläge vor. Zudem achtet er auf die Durchführung der Beschlüsse der Delegiertenversammlung.
Die Delegiertenversammlung ist die nach den gesetzlichen Bestimmungen geforderte Mitgliederversammlung. Sie besteht aus den stimmberechtigten Mitgliedern des Vorstands und den von den Landesverbänden gewählten Delegierten, deren Zahl sich nach der Höhe der Auflage und der Zahl der Mitgliedsverlage des jeweiligen Landesverbandes richtet. Die Delegiertenversammlung berät und erörtert unter anderem die Berichte des Vorstandes, sie führt die Wahl der beiden Vorsitzenden und der Ressortvorstände durch sowie sämtliche Beschlussfassungen über Satzungsänderungen. Darüber hinaus obliegen ihr sämtliche Finanzentscheidungen. Dabei legt sie die Verbandsbeiträge fest, beschließt die Feststellung des Jahresabschlusses, die Verwendung der Ergebnisse sowie die Entlastung des Vorstandes.

### Geschäftsführender Vorstand
- Jörg Eggers
- Matthias Ditzen-Blanke (geschäftsführender Gesellschafter Ditzen GmbH & Co., u. a. Nordsee-Zeitung)
- Stefan Hilscher (langjähriger Geschäftsführer Süddeutscher Verlag und Mit-Gesellschafter J. Hoffmann GmbH, Verlag Die Harke)

Ehrenmitglieder des Vorstands sind Eberhard Ebner, Helmut Heinen und Valdo Lehari jr. (Reutlinger General-Anzeiger)
Hauptgeschäftsführer des BDZV ist Jörg Eggers.
Ressortvorstände:
- Lambert Lensing-Wolff (Lensing Media) für das Ressort Journalismus
- Malte Wagner (Südwestdeutsche Medienholding) für das Ressort Recht
- Nico Wilfer (Frankfurter Allgemeine Zeitung) für das Ressort Trends und Innovation

### Mitgliedsverbände
- Verband Bayerischer Zeitungsverleger e. V. (VBZV)
- Verband der Zeitungsverlage in Berlin und Ostdeutschland e. V. (ZVBO)
- Zeitungsverlegerverband Bremen e. V. (ZVVB)
- Zeitungsverlegerverband Hamburg e. V. (ZVH)
- Verband Hessischer Zeitungsverleger e. V. (VHZV)
- Verband Nordwestdeutscher Zeitungsverlage e. V. (VNZV)
- Zeitungsverlegerverband Nordrhein-Westfalen e. V. (ZVNRW)
- Verband der Zeitungsverleger in Rheinland-Pfalz und Saarland e. V. (VZV Rheinland-Pfalz Saarland)
- Verband Südwestdeutscher Zeitungsverleger (VSZV)
- Verband der Zeitungsverlage Norddeutschland e. V. (VZN)

### Präsidenten
- 2016–2022: Mathias Döpfner[12]
- 2000–2016: Helmut Heinen
- 1992–2000: Wilhelm Sandmann[13]
- 1984–1992: Rolf Terheyden
- 1980–1984: Alfred Neven DuMont
- 1970–1980: Johannes Binkowski
- 1968–1970: Hellmut Girardet
- 1963–1967: Anton Betz
- 1954–1963: Hugo Stenzel

## Aufgaben
Der Verband bezweckt die Wahrung und Vertretung der gemeinsamen ideellen und wirtschaftlichen Interessen der Verlage. Zu seinen Aufgaben gehören insbesondere:
- „die Wahrung und Förderung des Ansehens der Zeitungsverlage in der Öffentlichkeit und deren Vertretung gegenüber Bundesregierung, Volksvertretung, Behörden und Organisationen“,
- die Wahrung der Unabhängigkeit gegenüber den staatlichen Organen,
- „die Wahrung eines dem Berufsstand angemessenen Wettbewerbs und die Bekämpfung unlauterer Werbung sowie aller Methoden eines Verdrängungswettbewerbs“,
- die überbetriebliche Aus- und Weiterbildung von Journalisten und Verlagskaufleuten,
- „die Führung von Verhandlungen in sozialrechtlichen Angelegenheiten und der Abschluss von Tarifverträgen“.[14]

Der Verband ist Mitunterzeichner der gemeinsamen Erklärung des Arbeitskreises Vorratsdatenspeicherung gegen den Gesetzesentwurf über die Vorratsdatenspeicherung.
Außerdem ist er Teil des Gesellschafterkreises der 1949 gegründeten Presse-Versorgung, einer Versorgungseinrichtung für Journalisten und Medienfachleute.
Seit 2020 können auch Unternehmen digitaler journalistischer Marken Mitglied werden, die nicht einem bereits bestehenden Mitgliedsverlag angehören.

## Auszeichnungen

### Theodor-Wolff-Preis
Mit dem Theodor-Wolff-Preis würdigt der BDZV seit 1962 jährlich journalistische Glanzstücke in Sprache, Stil und Form, die durch ihre gründliche Recherche, ihre eingehende Analyse und ihre breite Information Zeugnisse einer demokratischen und gesellschaftspolitischen Verantwortung sind. Dabei wird großer Wert nicht nur auf die Berichterstattung aus Politik und Gesellschaft gelegt, auch herausragende lokale Beiträge werden preisgekrönt. Die Auszeichnung erinnert an Theodor Wolff – legendärer Leitartikler und Chefredakteur des Berliner Tageblatts, der zu Beginn des 20. Jahrhunderts mit seinen Texten und Analysen eine ganze Generation von Journalisten, Politikern und Lesern prägte. Der Theodor-Wolff-Preis gilt neben dem Nannen Preis als eine in Deutschland renommierte Auszeichnung in der Zeitungsbranche. Seit der Gründung wurden mehr als 420 Journalisten damit geehrt. Vergeben werden fünf mit je 6000 Euro dotierte Würdigungen sowie ggfs. ein (undotierter) Preis für das Lebenswerk. Seit dem Jahr 2012 können auch Online-Beiträge, die ausschließlich auf den Websites der Zeitungen veröffentlicht wurden, eingereicht werden. Der unabhängigen Jury gehören neun namhafte Journalisten an, turnusgemäß endet die Mitgliedschaft in der Jury nach neun Jahren.

### Nova Innovation Award der deutschen Zeitungen
Der NOVA Innovation Award der deutschen Zeitungen wird seit 2017 vom BDZV in Kooperation mit der Unternehmensberatung Schickler ausgeschrieben. Der Preis wird in den Kategorien Produktinnovation, Vermarktungsinnovation und neue Geschäftsfelder vergeben; er ist nicht dotiert. Mit dem Award werden die jeweils besten Produkt-Neueinführungen gedruckt und digital, außergewöhnliche Geschäftsmodelle, kreative Strategien und Vermarktungsideen ausgezeichnet. Gewürdigt werden innovative Leistungen für Leser/Nutzer und Werbekunden ebenso wie beispielsweise die Erschließung neuer Märkte außerhalb des Kerngeschäfts der Zeitungen.

### Rückblende/Karikaturenpreis der deutschen Zeitungen
Der Karikaturenpreis der deutschen Zeitungen wurde erstmals im Jahr 2000 verliehen, zuvor hatte der BDZV von 1995 an als Preis die „Spitze Feder“ vergeben. Der Preis ist Bestandteil des Foto- und Karikaturenwettbewerbs Rückblende in Berlin (bis 1999 Bonn). Ausgezeichnet werden Karikaturen, die das politische Leben und die politischen Geschehnisse der zurückliegenden zwölf Monate nachzeichnen. Die mit insgesamt 8000 Euro dotierte Würdigung wird zusammen mit der Landesvertretung Rheinland-Pfalz vergeben, die ihrerseits die besten politischen Fotos des Jahres ehrt. Im Jahr 2024 feierte die "Rückblende" ihr 40. Jubiläum.

### Bürgerpreis der deutschen Zeitungen
Der Verband hat im Jahr 2010 den Bürgerpreis der deutschen Zeitungen erstmals ausgeschrieben. Gewürdigt wird bürgerschaftliches Engagement. Ausgezeichnet als Deutschlands „Bürgerin oder Bürger des Jahres“ werden Personen, die auch jenseits ihrer eigentlichen Profession nach Ansicht des Verbandes Herausragendes für die Gesellschaft geleistet haben. Die deutsche Nationalität ist ausdrücklich nicht Voraussetzung. Vorschläge für den mit 20.000 Euro dotierten „Bürgerpreis der deutschen Zeitungen“ können ausschließlich durch die Zeitungen eingereicht werden. Die Jury besteht aus den gut 250 Chefredakteuren der BDZV-Mitgliedsverlage.
Der Bürgerpreis der Zeitungen wurde 2020 zum 10. und letzten Mal verliehen.
- Erster Träger des Preises war im September 2010 der Düsseldorfer Cellist Thomas Beckmann, der seine Karriere als Profi-Musiker in den Dienst des von ihm gegründeten Obdachlosenhilfswerks „Gemeinsam gegen Kälte“ stellte.
- 2011: Birgit und Horst Lohmeyer für Jamel rockt den Förster (Rock gegen Rechts)
- 2012: Nora Weisbrod (Aktion Tagwerk)
- 2013: Gaby Wentland, Predigerin und Gründerin des Vereins Mission Freedom[18]
- 2014: Rupert Neudeck[19]
- 2015: Elisabeth Ehninger, Vorsitzende des Vereins „Dresden – Place to be“
- 2016: Navid Kermani
- 2017: Daniel und Sabine Röder für „Pulse of Europe“
- 2018: Eltern der ermordeten Maria Ladenburger für die Gründung der Maria-Ladenburger-Stiftung (Verleihung am 13. März 2019)
- 2019: Frank Mengersen, Trainer und Jugendkoordinator beim BSC Acosta

### New(s)comers Best
New(s)comers Best ist der Nachwuchs-Kreativwettbewerb der Zeitungen, veranstaltet vom BDZV. Die Teilnehmer entwickeln eine Anzeige für das Medium Zeitung, eine renommierte Fachjury bewertet die Arbeiten. Zu gewinnen gibt es eine Veröffentlichung der Siegermotive in mehreren Zeitungen und Geldpreise im Gesamtwert von 7.000 Euro. Der Wettbewerb richtet sich an Juniortexter und Junior Art Directors mit bis zu drei Jahren Berufspraxis sowie an Studierende in Kreativ-Studiengängen an einer Fachhochschule bzw. Universität.
Im Jahr 2023 wurde der Preis zum letzten Mal vergeben.

## Statistik
- 1954: 225 publizistische Einheiten, 624 Tageszeitungen, verkaufte Auflage 13,4 Millionen Exemplare (nur die damalige Bundesrepublik Deutschland)
- 2005: 138 publizistische Einheiten, 359 Tageszeitungen, verkaufte Auflage 21,7 Millionen Exemplare
- 2018: 114 publizistische Einheiten, 323 Tageszeitungen, verkaufte Auflage 14,1 Millionen Exemplare[21]